# دیزج صفرعلی (ورزقان)
دیزج صفرعلی یکی از روستاهای استان آذربایجان شرقی است که در دهستان ازومدل جنوبی بخش مرکزی شهرستان ورزقان واقع شده‌است.